# United States Cyber Command
United States Cyber Command (USCYBERCOM) is een onderdeel van de Amerikaanse krijgsmacht dat ondergeschikt is aan het United States Strategic Command. Het U.S. Cyber Command is gevestigd in Fort George G. Meade in Maryland, vanwaaruit het commando bij cyberspaceoperaties wordt gecoördineerd en de verschillende Amerikaanse militaire netwerken op elkaar worden afgestemd. De commandant van het Cyber Command is tevens de directeur van de afluisterdienst National Security Agency (NSA).

## Missie
USCYBERCOM plant, coördineert, integreert, synchroniseert en staat in voor de uitvoering van bepaalde activiteiten zoals het leiden van werkzaamheden en de verdediging voorzien van bepaalde informatienetwerken die behoren tot het Ministerie van Defensie. Daarnaast staat het USCYBERCOM in voor de nodige voorbereiding om acties mogelijk te maken op alle domeinen. USCYBERCOM voorziet de nodige vrijheid voor de Amerikanen en hun geallieerden binnen cyberspace en stelt hen in staat om de gewenste handeling te volbrengen. Bijhorend ontneemt het U.S. Cyber Command de vrijheid van de Amerikaanse tegenstanders tot het volbrengen van ongewenste handelingen binnen cyberspace.
Het USCYBERCOM is een offensief team die instaat voor de verdediging van het land tegen cyberaanvallen. In totaliteit omvat het USCYBERCOM 13 operationele teams die de veiligheid van het land waarborgen. Het USCYBERCOM is het centraal punt voor cyberspace-operaties en staat in voor het versterken van DoD-cyberspace (Department of Defense Strategy for Operating in Cyberspace) mogelijkheden en de integratie en versterking van DoD-cyberdeskundigheid.

## Achtergrond
In 2006 kondigde de U.S. Air Force het idee aan om een 'Cyber Command' op te richten. In november 2006 werd een voorlopige 'Air Force Cyber Command' opgericht. In oktober 2008 werd bekendgemaakt dat het commando niet permanent actief zou zijn.
In mei 2010 definieerde Richard A. Clarke in zijn boek Cyber War, "cyberoorlog" als een fenomeen waarbij een natiestaat een aanval en/of actie opricht tegen een andere natie met als doel de computers of netwerken van deze staat binnen te dringen en de nodige schade of verstoring te veroorzaken. Cyberoorlog werd in 2010 benoemd als vijfde pijler binnen de oorlogsvoering. William J. Lynn, de Amerikaanse adjunct-minister van Defensie, stelt dat het Pentagon als leerstellige omgeving, genoodzaakt is om cyberspace te erkennen als nieuw domein binnen de oorlogsvoering.
In mei 2010 richtte het Pentagon haar nieuwe U.S. Cyber Command onder leiding van viersterrengeneraal Generaal Keith Alexander op. Diezelfde maand formuleerde generaal Generaal Keith Alexander zijn visie in een rapport voor het United States House Committee on Armed Services betreffende het USCYBERCOM. USCYBERCOM bereikte zijn volledige operationele capaciteit op 31 oktober 2010.

## Internationale effecten en reacties
De oprichting van het USCYBERCOM heeft heel wat andere landen gemotiveerd. In december 2009 kondigde Zuid-Korea de oprichting van een Cyber Warface Commando aan. Naar verluidt was dit een reactie op de oprichting van een cyberoorlog eenheid van Noord-Korea. Daarnaast is het Britse hoofdkwartier voor communicatie gestart met voorbereidingen voor een cyberafdeling. In 2010 heeft China zijn eerste departement inzake defensieve cyberoorlog en informatiebeveiliging aangekondigd als reactie op het USCYBERCOM. Op 1 januari 2013 werd het European Cybercrime Centre (EC3) opgericht door Europol, sinds 11 januari is het EC3 actief en staat het in voor een veilige cyberomgeving binnen de Europese Unie.

## Leiderschap
| Nummer         | Foto | Rang               | Naam               | Korps | Startdatum    | Einddatum     |
| -------------- | ---- | ------------------ | ------------------ | ----- | ------------- | ------------- |
| 1.             |      | Generaal           | Keith B. Alexander | USA   | 21 mei 2010   | 28 maart 2014 |
| (“Waarnemend”) |      | Luitenant Generaal | Jon M. Davis       | USMC  | 29 maart 2014 | 2 april 2014  |
| 2.             |      | Admiraal           | Michael S. Rogers  | USN   | 3 april 2014  | heden         |

## Toekomst
Het USCYBERCOM heeft zijn voorgangers meermaals bewezen dat, binnen de huidige evoluerende cybersamenleving, de toekomstperspectieven onmogelijk te voorspellen zijn. Vijftien jaar heeft het leger geprobeerd om de werking van het cybermilieu te normaliseren, maar de betekenis van wat het 'normale' is, loopt synchroon met de tijd.